# Roca de los Moros (Cretas)
La Roca de los Moros, en el barranco del Calapatà, cerca de Cretas (Matarraña), es un yacimiento que forma parte del conjunto del Arte rupestre del arco mediterráneo de la península ibérica declarado Patrimonio de la Humanidad por la UNESCO en el año 1998 (ref. 874.632). Se trata de una pared con diferentes motivos. Los más notables son tres ciervos pintados con un tratamiento delicado e incluso naturalista y en diferentes actitudes: dos de los ciervos marchan, uno hacia la derecha y otro hacia la izquierda, y un tercero está agachado. Además hay tres figuras antropomorfas, entre las que se identifican dos arqueros. La conservación parcial de las pinturas no permite confirmar si se trata de una escena de caza o si los elementos no están relacionados. Además, la diversidad de formas hace pensar que las diferentes figuras pueden haber sido hechas en momentos muy distintos.
La ‘’Roca de los Moros’’ tiene una importancia singular en el estudio del arte rupestre del arco mediterráneo porque fue el primer yacimiento que se descubrió, cuando lo encontró el arqueólogo de Calaceite, Juan Cabré en 1903. En los años siguientes él mismo estudió el yacimiento con Henri Breuil, que entonces descubrió el vecino yacimiento de els Gascons.
Una vez estudiadas, se arrancaron las principales figuras para protegerlas y actualmente se encuentran en el Museo de Arqueología de Cataluña en Barcelona.